# 公孙龙
公孫龍（前320年—前250年），東周戰國時期趙國人（今河北邯郸），傳說字子秉，曾经做过平原君的门客，是名家的代表人物，以「白馬非馬」和「離堅白」等論點而著名。與公孙龙齊名的是另一名家惠施。

## 主要成就
其主要著作为《公孫龍子》，西汉时共有14篇，唐代时分为三卷，北宋时遗失了8篇，到目前只残留6篇，共一卷，保存在明代《道藏》中。该书流传情况复杂，宋代以后有人怀疑它的真实性，认为今本《公孙龙子》是晋朝人根据零碎材料编纂起来的，在一定程度上失去了先秦《公孙龙子》的本来面目。《公孙龙子》第一章《迹府》描述其生平事迹。第二章《白马论》提出「白馬非馬」，讨论概念之间相等和包含的关系，和现代集合论思想有共通之处。第三章《指物论》提出「物莫非指」，讨论现实世界和主观概念的关系。第四章《通辯論》提出「鸡足三」，第五章《堅白論》，提出「離堅白」，讨论的是物体和物体的属性的关系。第六《名實論》。

## 人物评价
传统上唯物主义辩证法观点认为，公孙龙是诡辩学的代表，提出了逻辑学中的“个别”和“一般”之间的相互关系，但把它们之间的区别夸大，割断二者的联系，是一种形而上学的思想体系。
诸子各家普遍认为公孙龙为诡辩，但似乎又无法在辩论中胜出。《公孙龙子》第一章《迹府》记载了孔子的后代孔穿企图驳倒公孙龙但失败的故事。《庄子·天下篇》称公孙龙“饰人之心，易人之意，能胜人之口，不能服人之心”。《荀子·不苟篇》中认为君子不看重惠施等名家的辩才，因为其不符合礼。君子并不是无法反驳坚白离的观点，而是不与之辩论。《荀子 正名篇》认为白马非马论是“此惑于用名以乱实者也”。《资治通鉴》中记载邹衍认为公孙龙是“烦文以相假，饰辞以相敦，巧譬以相移，引人使不得及其意，如此害大道”，于是不和公孙龙辩论。
周昌忠《公孙龙子新论》把公孙龙的思想和西方哲学相比较，认为公孙龙“构造了一个相当丰富的关于语言本身的哲学理论”，并不比亚里士多德逊色。
张远山在著作《寓言的密码》中认为，公孙龙开创了中国的理性学派的先河。但诸子百家都未能理解他的观点。

## 史书记载
- 高誘注《呂氏春秋》：謂龍為魏人，不知何據。
- 《淮南鴻烈解》稱，「公孫龍粲於辭而貿名」。[11]
- 揚子《法言》稱，「公孫龍詭辭數萬」。[12]蓋其持論雄贍，實足以聳動天下，故當時莊、列、荀卿並著其言，為學術之一。特品目稱謂之間，紛然不可數計，龍必欲一一核其真，而理究不足以相勝，故言愈辨而名實愈不可正。然其書出自先秦，義雖恢誕，而文頗博辨。
- 陳振孫《書錄解題》概以「淺陋迂僻」譏之[13]，則又過矣。明鍾惺刻此書，改其名為《辨言》，妄誕不經。今仍從《漢志》，題為《公孫龍子》。
- 鄭樵《通志略》載此書，有陳嗣古注、賈士隱注各一卷，今俱失傳。此本之注。乃宋謝希深所撰。前有自序一篇。其注文義淺近。殊無可取。以原本所有。姑並錄焉。
- 据《史記‧仲尼弟子列傳》记载，另有孔子的弟子之一，也有一個叫公孙龙，字子石，比孔子小五十三岁。[14]

## 延伸阅读
[在维基数据编辑]
 在维基文库阅读此作者作品
 《史記/卷074》，出自司馬遷《史記》